# Hollands Diep

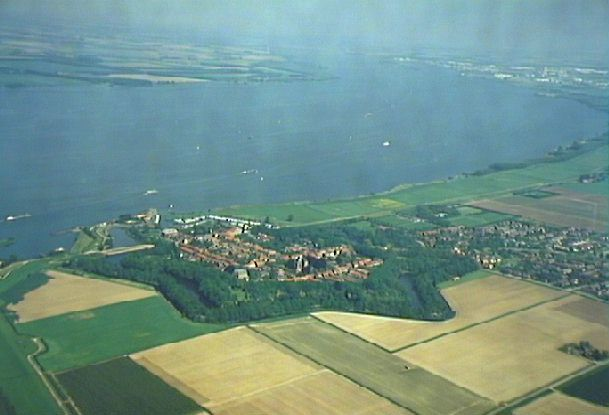
Willemstad và Hollands Diep.

Hollands Diep (đánh vần trước năm 1947: Hollandsch Diep) là một con sông ở Hà Lan, và là cửa sông của sông Rhein và sông Meuse. Thông qua kênh Scheldt-Rhein nó kết nối với sông Scheldt và Antwerp.
Sông Bergse Maas và sông Nieuwe Merwede hợp lưu gần Lage Zwaluwe để tạo thành Hollands Diep. Dordtsche Kil kết nối với nó gần Moerdijk. Gần Numansdorp nó chia thành Haringvliet và Volkerak.